# Joseph Adelmann
Joseph Adelmann (auch: Adelman; * 20. November 1648 in Eichstätt; † 27. Dezember 1693 in Luzern) war Jesuit und Hochschullehrer.

## Biographie
Joseph Adelmann entstammte als jüngstes Kind der Ehe der Eichstätter Tuchmachers und Ratsmitglieds Melchior Adelmann und seiner zweiten Frau Maria. An Geschwistern hatte er neben drei Schwestern als Brüder Caspar und Balthasar.  Entgegen Angaben in der älteren Literatur, die die drei Brüder der Adelsfamilie Adelmann von Adelmannsfelden zurechneten, stellte Flachenecker ihre bürgerliche Herkunft klar.
Adelmann besuchte ab dem 4. Mai 1659 die Rudimenta des Eichstätter Jesuitengymnasiums, des „Collegium Willibaldinum“.  1665 schloss er das Jesuitengymnasium München (heute: Wilhelmsgymnasium München) ab und trat 1666 in den Jesuitenorden. 1668 bis 1671 ging er im Jesuitenkolleg in Ingolstadt den philosophischen Studien nach und erreichte den Magistergrad in Philosophie.
Anschließend unterrichtete er zur Erprobung am Jesuitengymnasium in Innsbruck in der untersten Klasse. Nach einem Jahr nach Ingolstadt zurückgekehrt, wirkte er ab dem 17. Oktober 1672 als Grammatikprofessor am Gymnasium. 1674 bis 1678 studierte er in Ingolstadt Theologie und wurde im Juni 1678 zum Priester geweiht. Am 15. August 1683 legte er die bei den Jesuiten üblichen letzten Gelübde in Luzern ab.
Vom 19. Oktober 1685 bis 1687 war Joseph Adelmann Professor für Physik und für die hebräische Sprache an der bayerischen Landesuniversität Ingolstadt. Dann wechselte er nach Luzern über, wo er schließlich starb.
In seiner 14-jährigen Lehrtätigkeit unterrichtete er Grammatik, Rhetorik, Physik, hebräischer Sprache, Philosophie und Moraltheologie. Daneben wirkte er ab 1687 in der Schweiz als Seelsorger, Volksmissionar und Prediger, selbst als er schon schwer erkrankt war.

## Werke
- (Griechisches Gedicht), in: Universitätsbibliothek Eichstätt, Cod. st. 647